# Corps des ingénieurs civils de la défense
Pour les articles homonymes, voir IEF.
 (août 2025).
Motif : Insuffisance en matière de sources secondaires requises. Cf WP:CAA 
- Archive Wikiwix
- Bing
- Cairn
- DuckDuckGo
- E. Universalis
- Gallica
- Google
- G. Books
- G. News
- G. Scholar
- Persée
- Qwant
- (zh) Baidu
- (ru) Yandex
- (wd) trouver des œuvres sur Wikidata

| 1. | Préciser le motif de la pose du bandeau. | Précisez le motif de la pose du bandeau en utilisant la syntaxe suivante : {{admissibilité à vérifier\|date=août 2025\|motif=remplacez ce texte par le motif}}                                                 |
| 2. | Informer les utilisateurs concernés.     | Pensez à avertir le créateur de l'article, par exemple, en insérant le code ci-dessous sur sa page de discussion : {{subst:avertissement admissibilité à vérifier\|Corps des ingénieurs civils de la défense}} |

En France, le Corps des ingénieurs civils de la défense (ICD) est un corps technique qui regroupe un ensemble de hauts fonctionnaires ou de simples fonctionnaires, tous experts dans le domaine de la défense. Jusqu’en mai 2020 appelé ingénieurs d’études et de fabrications (IEF) du ministère de la Défense, ce corps de la fonction publique d’État, classé dans la catégorie A, est régi par le décret 89-750 du 18 octobre 1989 modifié par le décret 6 mai 2020. Les ICD sont des experts de hauts niveaux chargés de fonctions d’encadrement, de direction, d’expertise et d’études dans les domaines scientifique, technique ou industriel, dans les établissements et services du ministère des armées. Ils organisent le travail du service dont ils ont la charge et en assurent l’encadrement. Ils peuvent aussi être chargés de missions de surveillance industrielle dans les entreprises partenaires du ministère des armées.

## Sociologie du corps
Ce corps d’ingénieurs recrute par deux voies : interne et externe (sans demande d'aptitude physique au service dans les armées).
Pour le concours interne, il peut permettre à des techniciens supérieurs d’études et de fabrications (TSEF) de la défense et à des techniciens à statut ouvrier (TSO) d'occuper ces responsabilités.
Pour le concours externe, les ICD proviennent essentiellement des universités et des écoles d’ingénieurs (master 2 ou bac + 5 requis).
Au cours de leur carrière, les ICD peuvent accéder à plusieurs grades :
| Abrégé | Grade                                       | Nombre d'échelons | Nombre d'échelons spéciaux |
| ------ | ------------------------------------------- | ----------------- | -------------------------- |
| ICD    | ingénieur civil de la défense               | 10                | 0                          |
| ICDD   | ingénieur civil divisionnaire de la défense | 9                 | 0                          |
| ICD HC | ingénieur civil de la défense hors classe   | 6                 | 1                          |

Ils exercent sans uniforme.
Ces ingénieurs peuvent aussi, sous réserve d'aptitude SIGYCOP, intégrer l’un des deux corps d’ingénieurs militaires de la DGA : ingénieur des études et techniques de l'armement (IETA) ou ingénieur de l'armement (IA)[réf. nécessaire].